# Централізована бібліотечна система Солом'янського району
Централізована бібліотечна система (ЦБС) Солом'янського району м. Києва об'єднує 17 бібліотек: 7 бібліотек для дітей, 8 бібліотек для дорослих та 2 бібліотеки сімейного читання.
Створена на підставі Розпорядження № 198 від 15.11.2001 року Солом'янської районної в місті Києві державної адміністрації, до складу якої увійшли ще 7 публічних бібліотек колишнього Жовтневого району м. Києва. 
Центральною районною бібліотекою є Центральна районна бібліотека імені Григорія Сковороди. При ній працює адміністрація ЦБС, відділи, які обслуговують ЦБС:
- адміністративно-господарський
- інноваційно-методичний
- інформаційно-бібліографічний
- організації і використання книжкових фондів, міжбібліотечного абонементу, внутрішньосистемного обміну
- автоматизації бібліотечних процесів
- обслуговування

Бібліотечне обслуговування в ЦБС організоване без вихідних.

## Основні показники
Єдиний фонд ЦБС — 521 тис. примірників універсального змісту.
Щороку бібліотеки ЦБС Солом'янського району відвідують понад 58 тис. користувачів. Кожний 5-й мешканець району користується бібліотеками.
Бібліотеки ЦБС щороку організовують понад 400 заходів, які відвідують 11-12 тис. осіб.
Щодня:
- бібліотеки відвідують 1716 осіб
- в користування видаються 4770 документів
- з книжкових виставок, тематичних стелажів, експрес-добірок видається 1479 документів
- користувачі отримують 97 довідок, інформацій, консультацій
- єдиний довідково-бібліографічний апарат поповнюється на 44 картки

Основна мета діяльності Централізованої бібліотечної системи — створення єдиного, комфортного бібліотечно-інформаційного простору і забезпечення рівних можливостей вільного доступу до нього всіх, хто потребує.

## Бібліотеки ЦБС Солом'янського району
- Центральна районна бібліотека імені Григорія Сковороди
- Бібліотека імені М. Реріха
- Бібліотека імені М. Бажана
- Бібліотека імені Михайла Слабошпицького
- Бібліотека «Солом'янська»
- Бібліотека № 11
- Бібліотека № 13
- Бібліотека імені Олександра Довженка
- Бібліотека сімейного читання імені Ігоря Шамо
- Бібліотека сімейного читання імені Олеся Гончара
- Бібліотека «Преображенська» для дітей
- Бібліотека імені Івана Багряного для дітей
- Бібліотека імені Всеволода Нестайка для дітей
- Бібліотека імені Івана Світличного для дітей
- Бібліотека імені Олеся Донченка для дітей
- Бібліотека імені Євгена Гуцала для дітей
- Бібліотека № 15 для дітей